# Shumka wareeae
Shumka wareeae är en insektsart som beskrevs av Irena Dworakowska 1997. Shumka wareeae ingår i släktet Shumka och familjen dvärgstritar.
Artens utbredningsområde är Thailand. Inga underarter finns listade i Catalogue of Life.